# Paul Jean Marx

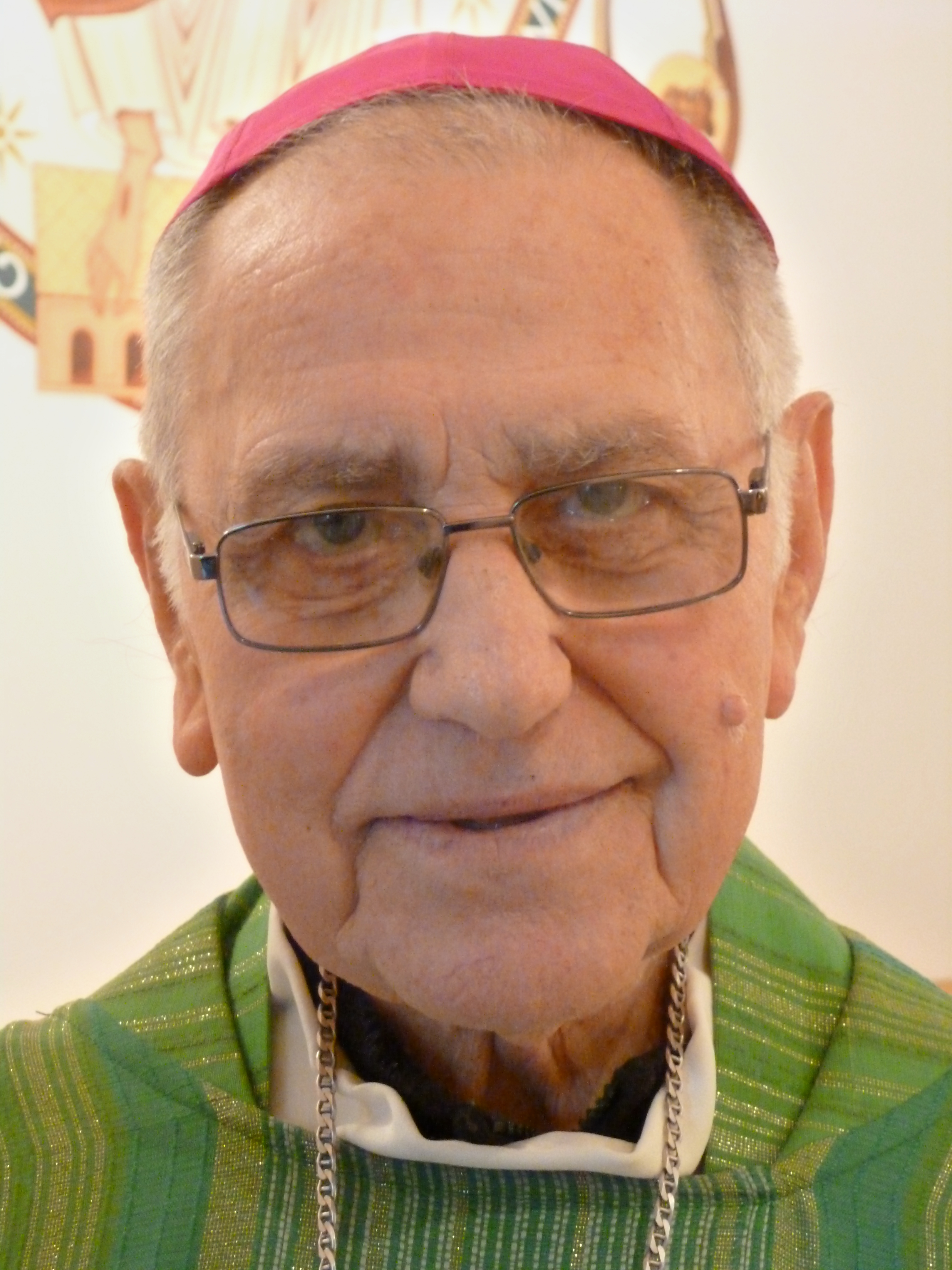
Paul Marx (2013)

Paul Jean Marx MSC (* 12. März 1935 in Mutzig; † 19. Juni 2018) war ein französischer Ordensgeistlicher und römisch-katholischer Bischof von Kerema in Papua-Neuguinea.

## Leben
Paul Jean Marx trat der Ordensgemeinschaft der Herz-Jesu-Missionare bei und empfing am 29. Juni 1963 die Priesterweihe.
Papst Johannes Paul II. ernannte ihn am 3. Mai 1985 zum Koadjutorbischof von Kerema. Der Erzbischof von Port Moresby, Peter Kurongku, spendete ihm am 13. Dezember desselben Jahres die Bischofsweihe; Mitkonsekratoren waren Virgil Patrick Copas MSC, Erzbischof ad personam und Bischof von Kerema, sowie Benedict To Varpin, Bischof von Bereina.
Mit dem Rücktritt Virgil Patrick Copas’ MSC am 6. Dezember 1988 folgte er diesem als Bischof von Kerema nach. Am 13. März 2010 nahm Papst Benedikt XVI. sein aus Altersgründen vorgebrachtes Rücktrittsgesuch an.